# جایزه تدی
جایزهٔ تدی جایزهٔ فیلمی است که توسط جشنواره بین‌المللی فیلم برلین و با انتخاب هیئتی مستقل، به فیلم‌های مرتبط با دگرباشی جنسی حاضر در این جشنواره اهدا می‌شود. منظور از هیئت مستقل این است که اعضای آن توسط کمیتهٔ جشنوارهٔ برلین انتخاب نمی‌شوند. این هیئت داوری از سازمان‌دهندگان جشنواره‌های فیلم مرتبط با دگرباشی جنسی تشکیل شده‌است.
جایزهٔ تدی نخستین بار در سال ۱۹۸۷ اعطا گردید. این جایزه به فیلم برتر، فیلم کوتاه و مستند برتر به همراه مبلغ ۳٬۰۰۰ یورو اهدا می‌شود.